# KC Concepcion

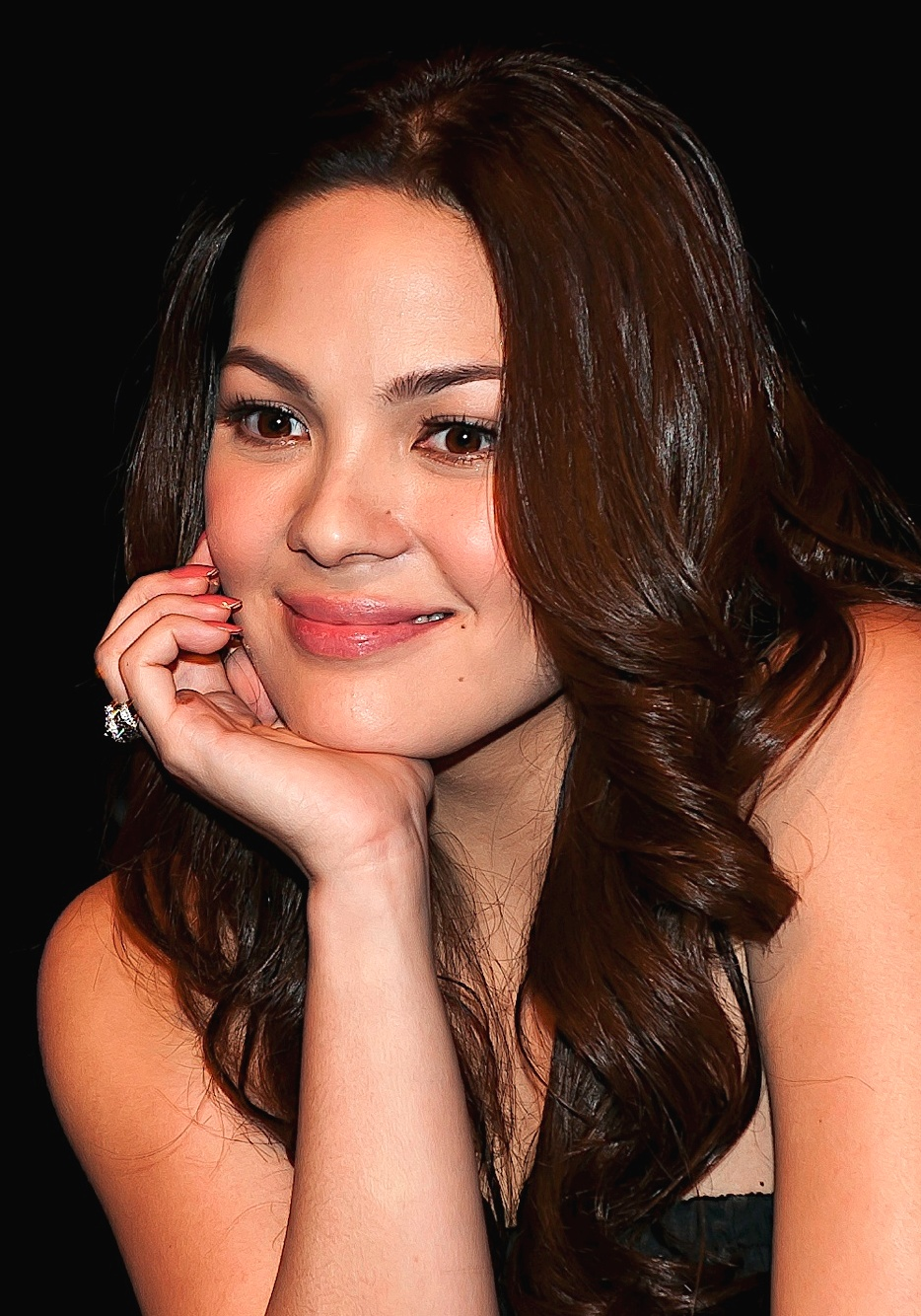
KC Concepcion (2010)

KC Concepcion (Manilla, 7 april 1985), geb. Maria Kristina Cassandra Concepcion is een Filipijns actrice, zangeres en presentator.

## Biografie
KC Concepcion werd geboren op 7 april 1985 in de Filipijnse hoofdstad Manilla. Ze is het enige kind van zanger, acteur en zakenman Gabby Concepcion en zangeres en actrice Sharon Cuneta. Nadat het huwelijk van haar ouders nog tijdens haar jeugd werd ontbonden, hertrouwde haar moeder met senator Francis Pangilinan. Na het voltooien van de internationale school in Manilla in 2003, behaalde ze in 2007 een bachelor-diploma Internationale zakelijke communicatie aan de American University of Paris.
Reeds voor het voltooien van de internationale school, verscheen Concepcion al diverse keren op het podium bij concerten van haar moeder en bij enkele van haar televisieshows. In 2003 was ze te zien als model in landelijke reclamecampagnes. Ook was ze VJ op MTV Asia. In 2008 maakte ze haar debuut als filmactrice met de rol van Pia Sandoval in de film 'For the First Time'. Voor deze rol ontving ze een Star Award en een Golden Screen Award als nieuwe actrice van het jaar. Kort daarop volgde meer filmrollen in 'When I Met U' (2009), 'I'll Be There' (2010) en 'Forever and a Day' (2011). Voor haar rol in deze laatste film werd ze genomineerd met een FAP Award voor beste actrice.
In 2010 werd bekend dat Concepcion was gekozen als vervanger van Ruffa Gutierrez als presentator van de televisieshow The Buzz.
In hetzelfde jaar lanceerde ze tevens haar carrière als zangeres door het uitbrengen van haar eerste studioalbum genaam 'KC'. 

## Filmografie
- For the First Time (2008)
- When I Met U (2009)
- I'll Be There (2010)
- Forever and a Day (2011)
- Boy Golden: Shoot to Kill, the Arturo Porcuna Story (2013) Bekroond met de FAMAS Award voor beste actrice